# Distrito de Kume
El distrito de Kume (久米郡 Kume-gun?) es un distrito localizado en la prefectura de Okayama, Japón. En junio de 2019 tenía una población estimada de 17.986 habitantes y una densidad de población de 57,9 personas por km². Su área total es de 310,82 km².

## Localidades
- Kumenan
- Misaki